# Chris Armas
Chris Armas (Brentwood, New York, 1972. augusztus 27. –) amerikai születésű Puerto Ricó-i és amerikai válogatott labdarúgó, edző. 2024 óta a Colorado Rapids vezetőedzője.

## Pályafutása
Az MLS indulásakor a Los Angeles Galaxy csapatához került, majd a következő évben már a Chicago Fire-t erősítette. Egészen visszavonulásáig itt játszott. Pályafutása az amerikai válogatottban 1998-ban kezdődött, Ausztrália ellen mutatkozhatott be november 6-án. Sérülései miatt kimaradt az 1998-as, majd a 2002-es vb-keretből is. A válogatottban egyébként a FIFA külön engedélyével léphetett csak pályára, mivel 1993-ban szerepelt a Puerto Ricó-i nemzeti csapatban, ám csupán barátságos mérkőzéseken.
MLS karrierjének sikerességét jelzi, hogy ötször választották be a bajnokság csapatába (1998, 1999, 2000, 2001, 2003).
2018. július 6-án a New York Red Bulls kispadján váltotta Jesse Marschot.

## Sikerei, díjai

### Játékosként

#### Klub
- Chicago Fire
  - MLS bajnok: 1998
  - MLS – Alapszakasz győztese: 2003
  - Amerikai kupa: 1998, 2000, 2003, 2006

#### Válogatott
- Egyesült Államok
  - CONCACAF-aranykupa: 2002, 2005

### Edzőként
- New York Red Bulls
  - MLS – Alapszakasz győztese: 2018